# Chương trình Mercury
Chương trình Mercury là chương trình đưa người vào vũ trụ đầu tiên của Hoa Kỳ. Nó diễn ra từ năm 1959 đến năm 1963 với mục đích đặt con người lên quỹ đạo vòng quanh Trái Đất. Chuyến bay Mercury-Atlas 6 vào ngày 20 tháng 2 năm 1962 là chuyến bay Mercury đầu tiên đạt được mục đích này.
Các dự tính và nghiên cứu được tiến hành bởi Ủy ban tư vấn quốc gia về không gian (National Advisory Committee for Aeronautics), và chương trình được tiến hành chính thức bởi tổ chức NASA vừa thành lập. Cái tên bắt nguồn từ Mercury, một vị thần La Mã người được xem là biểu tượng của tốc độ. Mercury cũng là tên của hành tinh trong cùng của Thái dương hệ, di chuyển nhanh hơn so hơn so với các hành tinh khác và do đó cung cấp một hình ảnh của tốc độ, mặc dù Chương trình Mercury không có liên hệ gì với hành tinh đó.
Chương trình Mercury đã tốn $1.5 tỷ đô la Mỹ.

## Tàu vũ trụ

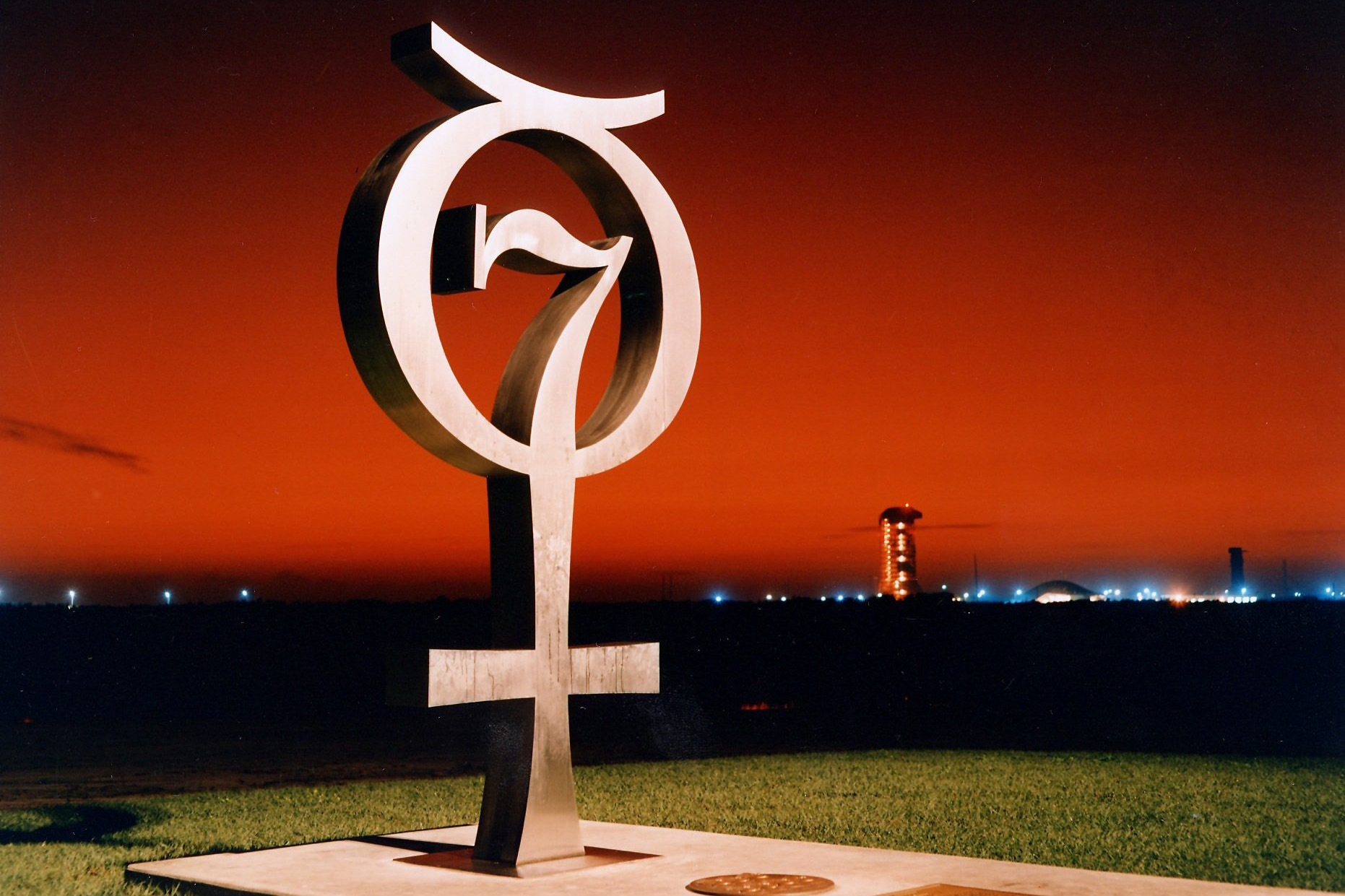
Đài kỷ niệm chương trình Mercury

Bởi vì kích thước cực kì nhỏ, khoang tàu vũ trụ Mercury không phải là được lái mà là được mặc vào. Với thể tích 1.7 mét khối, khoang tàu chỉ vừa đủ lớn cho một phi hành gia duy nhất. Bên trong có 120 linh kiện điều khiển: 55 công tắc điện, 30 cầu chì và 35 cần gạt. Con tàu được thiết kế bởi Max Faget và nhóm Space Task Group của NASA.
Trong giai đoạn phóng của chuyến bay, tàu Mercury và phi hành gia được bảo vệ trong trường hợp phóng thất bại bởi hệ thống thoát hiểm khi phóng (Launch escape system). Hệ thống LES là một tên lửa đẩy nhiên liệu rắn với sức đẩy 52.000 lbf (231 kN) được gắn trên cái tháp ngay bên trên phi thuyền. Trong trường hợp vụ phóng bị bãi bỏ, hệ thống LES sẽ khai hỏa trong 1 giây, kéo cả phi thuyền Mercury và phi hành gia khỏi tên lửa phóng đã bị hỏng hóc. Phi thuyền sau đó sẽ hạ xuống bằng hệ thống dù của nó. Sau khi động cơ đẩy bị cắt, hệ thống LES không còn cần thiết nữa và được tách ra khỏi phi thuyền bởi một tên lửa nhiên liệu rắn với sức đẩy 800 lbf (3.6 kN) với thời gian đốt 1.5 giây.
Để tách phi thuyền Mercury ra khỏi hệ thống phóng, tàu vũ trụ sẽ khai hỏa ba tên lửa nhiên liệu rắn nhỏ, sức đẩy 400 lbf (1.8 kN), trong 1 giây. Những tên lửa này gọi là tên lửa Posigrade.
Con tàu chỉ được trang bị với các động cơ đẩy nhỏ dùng để điều chỉnh độ cao-sau khi được đặt vào quỹ đạo và trước khi khai hỏa đẩy lùi (retro fire) chúng không thể thay đổi quỹ đạo. Có ba nhóm động cơ điều khiển tự động và các động cơ điều khiển thủ công - mỗi nhóm cho một trục độ trệch(yaw), độ dốc(pitch), độ lăn (roll), nhiên liệu được cung cấp từ hai bình chứa tách biệt nhau- một tự động và một thủ công. Phi công có thể sử dụng một trong ba hệ thống đẩy này và lấy nhiên liệu từ một trong hai bình chứa để điều chỉnh độ cao của tàu vũ trụ.
Tàu Mercury được thiết kế sao cho có thể được hoàn toàn điều khiển từ mặt đất trong trường hợp môi trường vũ trụ làm phi công không còn khả năng điều khiển con tàu.
Tàu có 3 tên lửa nhiên liệu rắn, đó là các tên lửa đẩy lùi với sức đẩy 1000 lbf (4.5 kN) mỗi cái đốt trong 10 giây. Một tên lửa đủ để đưa con tàu trở lại Trái Đất nếu hai cái kia bị hỏng.
Chuỗi khai hỏa (được biết như là khai hỏa lần lượt) bắt buộc phải khai hỏa tên lửa giật lùi thứ nhất, theo sau bởi tên lửa đẩy lùi thứ hai 5 giây sai đó (trong khi tên lửa thứ nhất vẫn cháy). Năm giây sau đó, tên lửa thứ ba được khai hỏa (trong khi tên lửa thứ hai vẫn còn đang cháy).
Có một cửa kim loại mỏng ở mũi của con tàu gọi là "spoiler". Nếu con tàu bắt đầu nhập vào khí quyển với mũi đi vào trước, khí thổi qua "spoiler" sẽ lật con tàu vòng quanh để tấm chắn nhiệt vào trước, kỹ thuật này gọi là 'Shuttlecocking'. Trong suốt giai đoạn nhập lại vào khí quyển, phi hành gia sẽ trải qua gia tốc 4 g (g = gia tốc trọng trường).
Các thiết kế ban đầu đề nghị sử dụng các vỏ chịu nhiệt làm bằng beryllium hay là vỏ cách nhiệt. Nhiều thử nghiệm đã đưa ra kết luận - vỏ cách nhiệt chắc chắn hơn (và do đó độ dày của vỏ thiết kế ban đầu được giảm xuống, cho phép giảm trọng lượng của tàu), dễ sản xuất hơn (vào lúc đó, beryllium chỉ được sản xuất vừa đủ bởi một công ty của Mỹ) và rẻ hơn.
NASA đã đặt hàng sản xuất 20 con tàu, đánh số từ 1 đến 20, từ McDonnell Aircraft Company, St. Louis, Missouri. Năm trong số 20 tàu, số #10, 12, 15, 17, và 19, không được sử dụng. Tàu số #3 và #4 bị phá hủy trong các chuyến bay thử không người lái. Tàu số #11 chìm và được trục vớt từ đáy Đại Tây Dương sau 38 năm. Một số con tàu được chỉnh sửa lại sau sản xuất nguyên thủy (sửa chữa thêm sau khi hủy bỏ phóng, chỉnh lại cho các chuyến bay dài hơn, v.v.) và được thêm vào một ký tự sau số hiệu của chúng, ví dụ như 2B, 15B. Một vài con tàu được sửa chữa hai lần; ví dụ, tàu số 15 trở thành 15A và sau đó là 15B.
Một số tàu Mercury Boilerplate (kể cả mô hình/bản sao, được làm từ các vật liệu không bay được hoặc thiếu hệ thống điều khiển) cũng được chế tạo bởi NASA và McDonnell Aircraft. Chúng được sử dụng để thử nghiệm hệ thống cứu hộ, tháp thoát hiểm và các động cơ tên lửa. Các thử nghiệm chính thức được tiến hành trên giàn phóng tại Langley và quần đảo Wallop sử dụng tên lửa Little Joe và tên lửa Big Joe Atlas.

## Tên lửa đẩy
Chương trình Mercury sử dụng ba loại tên lửa đẩy:

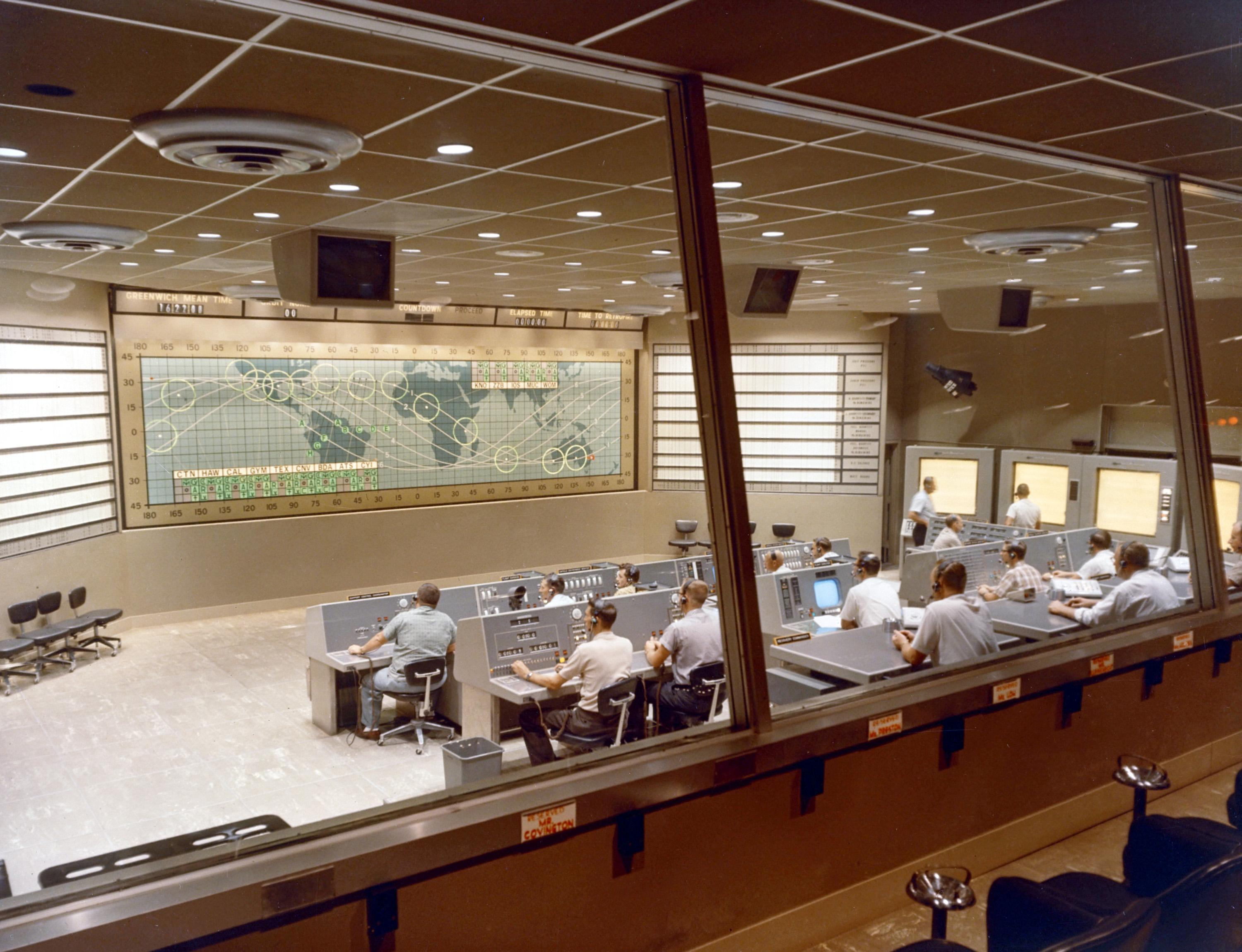
Mercury Control - Cape Canaveral, Florida. (NASA)

- Little Joe - 8 chuyến bay tự động vào quỹ đạo thấp, 2 chuyến mang theo khỉ. Hệ thống thoát hiểm khi phóng được thử.
- Redstone - 4 chuyến bay tự động vào quỹ đạo thấp, 1 chuyến mang theo một con vượn; 2 chuyến bay vào quỹ đạo thấp có người điều khiển.
- Atlas - 4 chuyến bay tự động vào quỹ đạo thấp; 2 chuyến tự động vào quỹ đạo, 1 đem theo một con vượn; 4 chuyến vào quỹ đạo có người điều khiển.

Little Joe và một Mercury Boilerplate được sử dụng để thử hệ thống thoát hiểm và các thủ tục bãi bỏ vụ phóng. Redstone được sử dụng cho các chuyến bay ở quỹ đạo thấp (suborbital flight), và Atlas cho các chuyến bay vào quỹ đạo. Bắt đầu từ tháng 10 năm 1958, tên lửa phóngJupiter cũng được xem là thiết bị phóng vào quỹ đạo thấp cho chương trình Mercury, nhưng bị cắt khỏi chương trình vào tháng 7 năm 1959 do thiếu hụt về kinh phí. Tên lửa đẩy Atlas được thiết kế để mang các đầu đạn hạt nhân, do vậy cần được gia cố thêm để đối phó với sự gia tăng trọng lượng mà tàu Mercury đem lại. Little Joe là một tên lửa đẩy nhiên liệu rắn được thiết kế đặc biệt cho chương trình Mercury.
Tên lửa Titan cũng được xem xét sử dụng vào các chuyến bay Mercury về sau, tuy nhiên chương trình Mercury đã kết thúc trước khi các chuyến bay đó diễn ra. Tên lửa Titan được sử dụng cho Chương trình Gemini theo sau Mercury.
Chương trình Mercury sử dụng một tên lửa đẩy Scout cho một chuyến bay duy nhất, Mercury-Scout 1, phóng lên một vệ tinh nhỏ để đánh giá Mạng lưới Theo dõi Mercury (Mercury Tracking Network) trên toàn thế giới. Tên lửa này đã bị phá hủy bởi sĩ quan an toàn sau 44 giây bay.

## Các chuyến bay tự động
Chương trình bao gồm 20 chuyến bay tự động. Không phải tất cả các chuyến này đều dự tính sẽ bay vào không gian và không phải tất cả đều thành công trong việc hoàn thành mục tiêu đặt ra. Bốn trong số những chuyến bay này có bao gồm những chú khỉ và vượn, bắt đầu với chuyến bay thứ năm (1959) phóng lên một con khỉ Rhesus tên là Sam (đặt theo chữ đầu của School of Aviation Medicine của Không quân). Danh sách những con thú đã được chương trình Mercury đưa lên không gian:
- Sam, một con khỉ Rhesus, phóng 4 tháng 12 năm 1959 trên Little Joe 2 đến độ cao 85 km.
- Miss Sam, một con khỉ Rhesus, phóng 21 tháng 1 năm 1960 trên Little Joe 1B đến độ cao 15 km.
- Ham, một con vượn, phóng 31 tháng 1 năm 1961 trên Mercury-Redstone 2 cho một chuyến bay thấp.
- Enos, một con vượn, phóng 29 tháng 11 năm 1961 trên Mercury-Atlas 5 bay được 2 vòng trên quỹ đạo.

## Các chuyến bay có người lái

### Phi hành gia

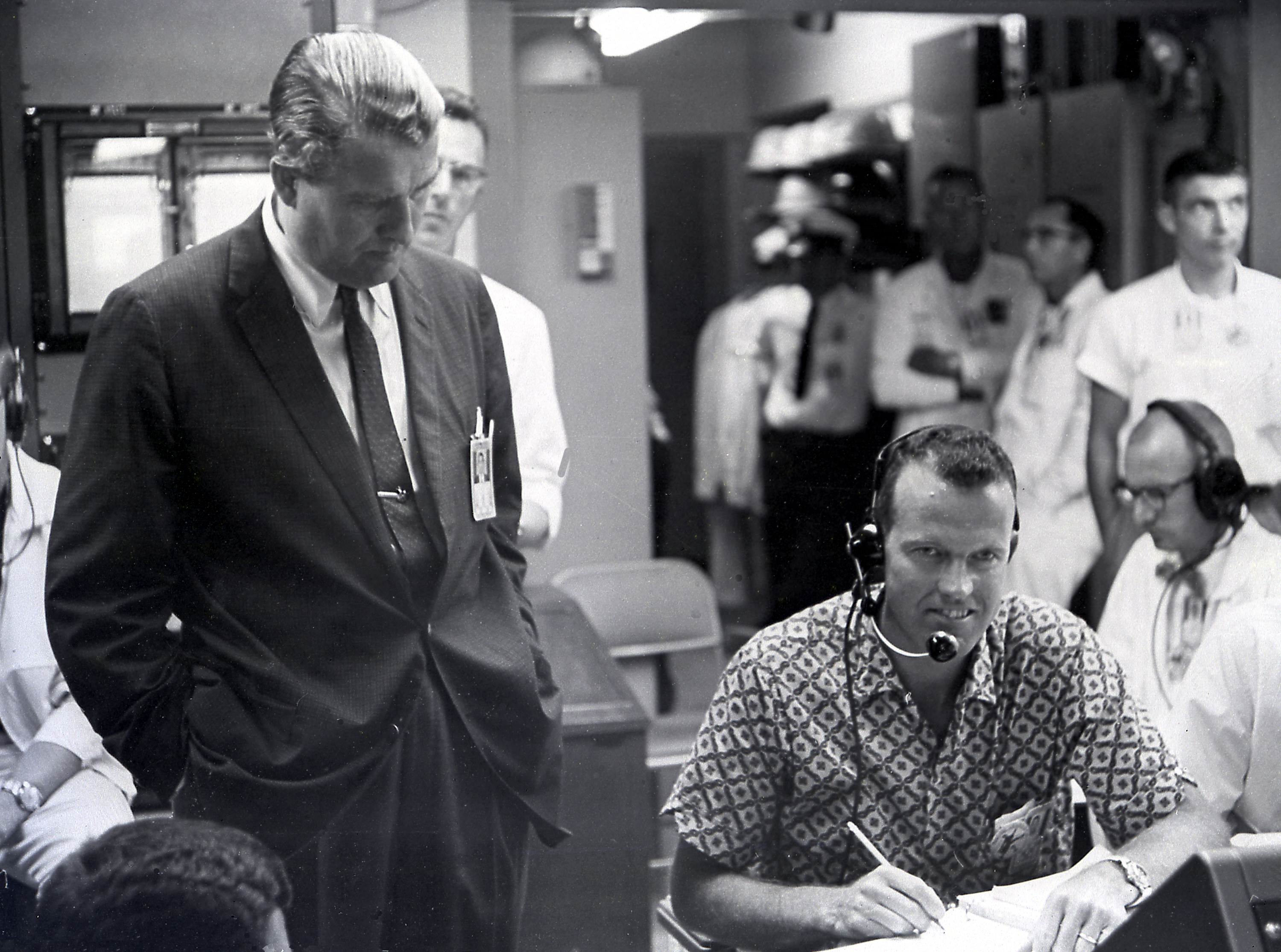
Wernher von Braun và phi hành gia Gordon Cooper trong nhà trong các công việc thu hồi MR-3 vào 5 tháng 5 năm 1961.

Những người Mỹ đầu tiên phiêu lưu vào vũ trụ được chọn ra từ 110 phi công quân sự được chọn ra dựa trên kinh nghiệm bay và các điều kiện thể chất của họ. Bảy trong số 110 trở thành các phi hành gia vào tháng 4 năm 1959. Sáu trong bảy đã bay trên các phi vụ Mercury (Deke Slayton bị loại ra do một điều kiện về tim). Bắt đầu với chuyến bay Freedom 7 của Alan Shepard, các phi hành gia đã đặt tên cho các con tàu của họ, và tất cả thêm vào "7" vào cuối tên đó để thừa nhận tinh thần đồng đội giữa 7 phi hành gia.

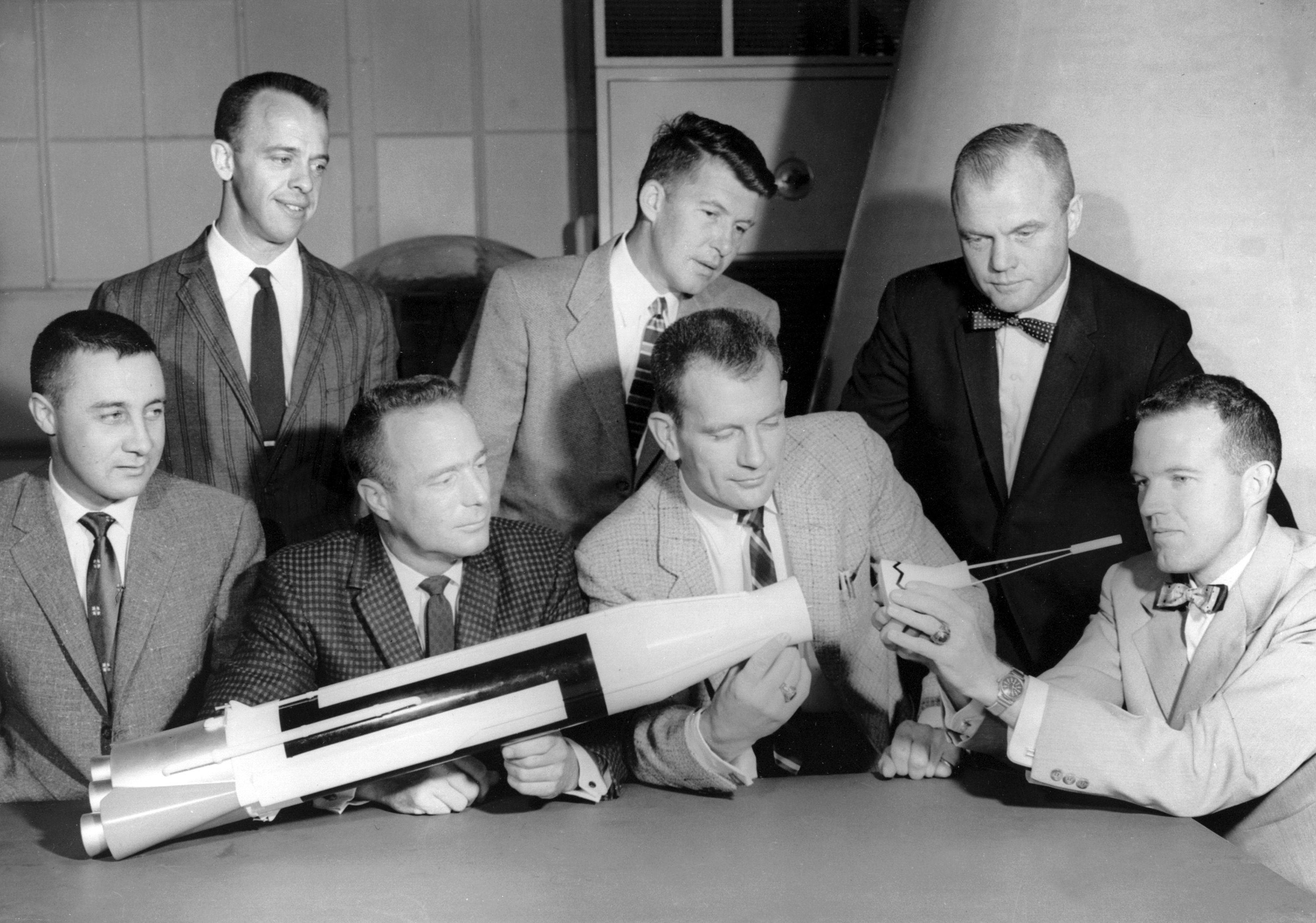
Nhóm phi hành gia "Mercury 7" với mô hình tên lửa đẩy Atlas 12 tháng 7 năm 1962. Từ trài sang phải: Grissom, Shepard, Carpenter, Schirra, Slayton, Glenn, Cooper.

Mercury có 7 phi hành gia chính, tất cả đều là phi công bay máy bay thử nghiệm của quân đội, được biết đến như là Mercury Seven. NASA đã công bố lựa chọn những phi hành gia này vào 9 tháng 4 năm 1959.
- Malcolm Scott Carpenter, Hải quân (1925-)
- Leroy Gordon "Gordo" Cooper, Jr., Không quân (1927-2004)
- John Herschel Glenn, Jr., Thủy quân lục chiến (1921-) Người Mỹ đầu tiên bay vòng quanh Trái Đất.
- Virgil Ivan "Gus" Grissom, Không quân (1926-1967)
- Walter Marty Schirra, Jr., Hải quân (1923-2007)
- Alan Bartlett Shepard, Jr., Hải quân (1923-1998) Người Mỹ đầu tiên trong không gian.
- Donald Kent "Deke" Slayton, Không quân (1924-1993) Loại ra vào năm 1962 do nhịp tim không đều, được cho vào lại năm 1972 và sau này bay trên Dự án thử nghiệm Apollo–Soyuz năm 1975.